# Antony Gautier
Antony Gautier (19 novembre 1977) è un arbitro di calcio francese.

## Carriera
È stato tra i più giovani arbitri di sempre ad accedere in Ligue 1, in cui ha esordito a 29 anni nel 2007. Successivamente, è nominato internazionale a partire dal 1º gennaio 2010. Il 17 novembre 2010 ha fatto il suo esordio in una gara tra nazionali maggiori, dirigendo una prestigiosa amichevole tra il Portogallo e la Spagna, terminata 4-0.
Nel 2011 ha diretto due partite di qualificazione ad Euro2012 e ha fatto il suo esordio sia nella fase a gironi dell'Europa League (29 settembre) che della Champions League (19 ottobre). In quest'ultima occasione il match diretto è stato FC Porto-APOEL Nicosia, valido per la terza giornata.
Il 23 aprile 2011 ha inoltre diretto in patria la finale di Coupe de la Ligue 2010-2011, disputatasi nell'occasione tra Olympique de Marseille e Montpellier.
Nel giugno 2013 è selezionato dall'UEFA per dirigere agli Europei under 21 in Israele. In questa competizione dirige due partite della fase a gironi.